# Atletika na Letních olympijských hrách 1980 – 200 metrů muži

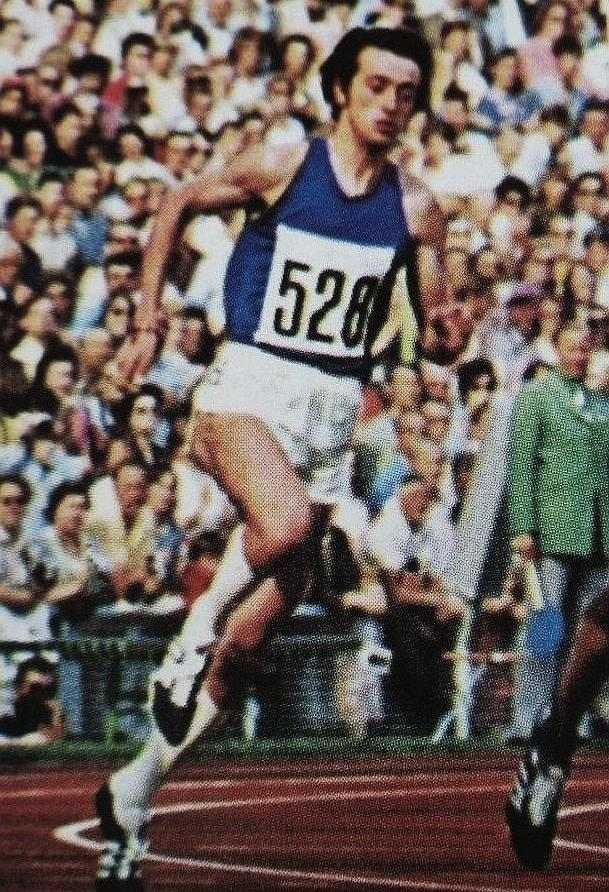
Vítěz Pietro Mennea na fotografii z roku 1973

 Běh na 200 metrů mužů  na Letních olympijských hrách 1980 se uskutečnil ve dnech 27. a 28. července na Olympijském stadionu v Moskvě.

## Výsledky finálového běhu
| *                | jméno          | země                           | čas   |
| ---------------- | -------------- | ------------------------------ | ----- |
| Zlatá medaile    | Pietro Mennea  | Itálie                         | 20,19 |
| Stříbrná medaile | Allan Wells    | Velká Británie                 | 20,21 |
| Bronzová medaile | Donald Quarrie | Jamajka                        | 20,29 |
| 4                | Silvio Leonard | Kuba                           | 20,30 |
| 5                | Bernhard Hoff  | Německá demokratická republika | 20,50 |
| 6                | Leszek Dunecki | Polsko                         | 20,68 |
| 7                | Marian Woronin | Polsko                         | 20,81 |
| 8                | Osvaldo Lara   | Kuba                           | 21,19 |